# Tagli addizionali

Tagli addizionali al di sopra del pentagramma

Nella notazione musicale, i tagli addizionali sono frammenti di linee che servono a indicare una nota che supera, al grave o all'acuto, i limiti del pentagramma. Questi derivano dalla soppressione dei righi.
I tagli addizionali possono essere "in testa" (cioè come se si volesse tagliare, in orizzontale, la nota), o "in gola" (posto sopra la nota se si tratta della parte sottostante del pentagramma, o sotto la nota se essa è ubicata sopra il rigo musicale). Quando la rappresentazione di una nota sul pentagramma richiede troppi tagli addizionali tanto da rendere difficoltosa la lettura, è prassi comune effettuare un cambio di chiave oppure utilizzare la dicitura 8va.

## Tipi di tagli addizionali
- Tagli in testa, la nota che si trova sotto o sopra il pentagramma, viene "tagliata" in mezzo
- Tagli in gola, la nota che si trova sotto o sopra il pentagramma, viene "tagliata" all'altezza dell'attaccatura del gambo.